# 第10山岳師団 (アメリカ軍)
第10山岳師団（だいじゅうさんがくしだん、10th Mountain Division）は、アメリカ陸軍の師団のひとつ。第18空挺軍団隷下で山岳戦と雪中戦を専門とする。司令部はニューヨーク州フォート・ドラム。

## 特徴
名前が示すとおり、山岳戦を専門としており、雪山戦闘のための特別な訓練も施されている。アメリカ陸軍に10個ある常備師団のうち、山岳戦を得意とするのは本師団のみである。
軽歩兵師団の編成に基づき戦車などの機械化装備をほとんど保有していない一方、空挺降下やヘリコプターを利用した機動的な戦術を得意としている。このため、突発的な戦争が発生した場合には、そのフットワークの軽さを武器に、第18空挺軍団を構成するほかの師団、すなわち第101空挺師団や第82空挺師団とともに、真っ先に戦場に投入される。

## 歴史
第10歩兵師団は最初、第一次世界大戦中に編成された。しかしこれは通常の歩兵師団であって、現在の第10山岳師団とは、師団番号以外の共通点はほぼ皆無である。
1939年から1940年にかけて戦われた冬戦争で、フィンランド国防軍は山岳戦・雪中戦の戦技を駆使してソ連軍を翻弄した。これに着目したのが全米スキーパトロール協会（NSP）の創設者であったチャールズ・マイノット・ドールであり、アメリカ陸軍にも、山岳戦・雪中戦を専門とする部隊を創設するように運動した。これによって、1941年12月8日、最初の山岳部隊として第87山岳歩兵大隊が創設され、のちには第87歩兵連隊に拡充された。同連隊は既存の将兵に訓練を施す方法よりも、大学を含む教育機関やスキークラブから山岳経験が豊富な者を募集することで人員を確保した。
第10軽師団（アルペン）は、1943年7月10日、第87歩兵連隊に第85歩兵連隊と第86歩兵連隊を加えた3個歩兵連隊を基幹として編成された。初代の師団長は、アリューシャン戦の経験を持つロイド・E・ジョーンズ准将であった。第10師団は砲兵大隊を4個ではなく3個しか持たないという点で、通常の師団とは異なっていた。また、冬季に適合した被服や装備、M29 ウィーゼルのような特殊車輌を装備した。その後、第二次世界大戦の推移に伴い兵力数が増加し、1944年11月6日に第10山岳師団として正式に組織された。同年の12月、二代目の師団長であるジョージ・P・ヘイズ少将のもとでイタリア戦線へ出征し、同地の枢軸国軍が降伏するまで転戦した。その後はダウンフォール作戦の日本本土侵攻に投入される計画だったが、日本の降伏により帰国することとなった。大戦の終結後、陸軍が動員解除して体制を縮小するのに伴って、第10山岳師団も解体された。
第10山岳師団が復活するのは、1985年になってからのことである。これは、1983年にウィッカム陸軍参謀総長が発表したAOE軽歩兵師団構想に対応したものであった。AOE軽歩兵師団構想では、常備軍・予備役・州兵で合計5個の軽歩兵師団を編成することとなっており、山岳戦部隊の伝統を有する第10山岳師団は、まさにAOE構想を先取りしたものと考えられたためであった。再編された第10山岳師団は、緊急展開部隊である第18空挺軍団の主力部隊のひとつとして位置づけられ、今日まで、アメリカ陸軍の常備師団10個の1つとなっている。

## 編制

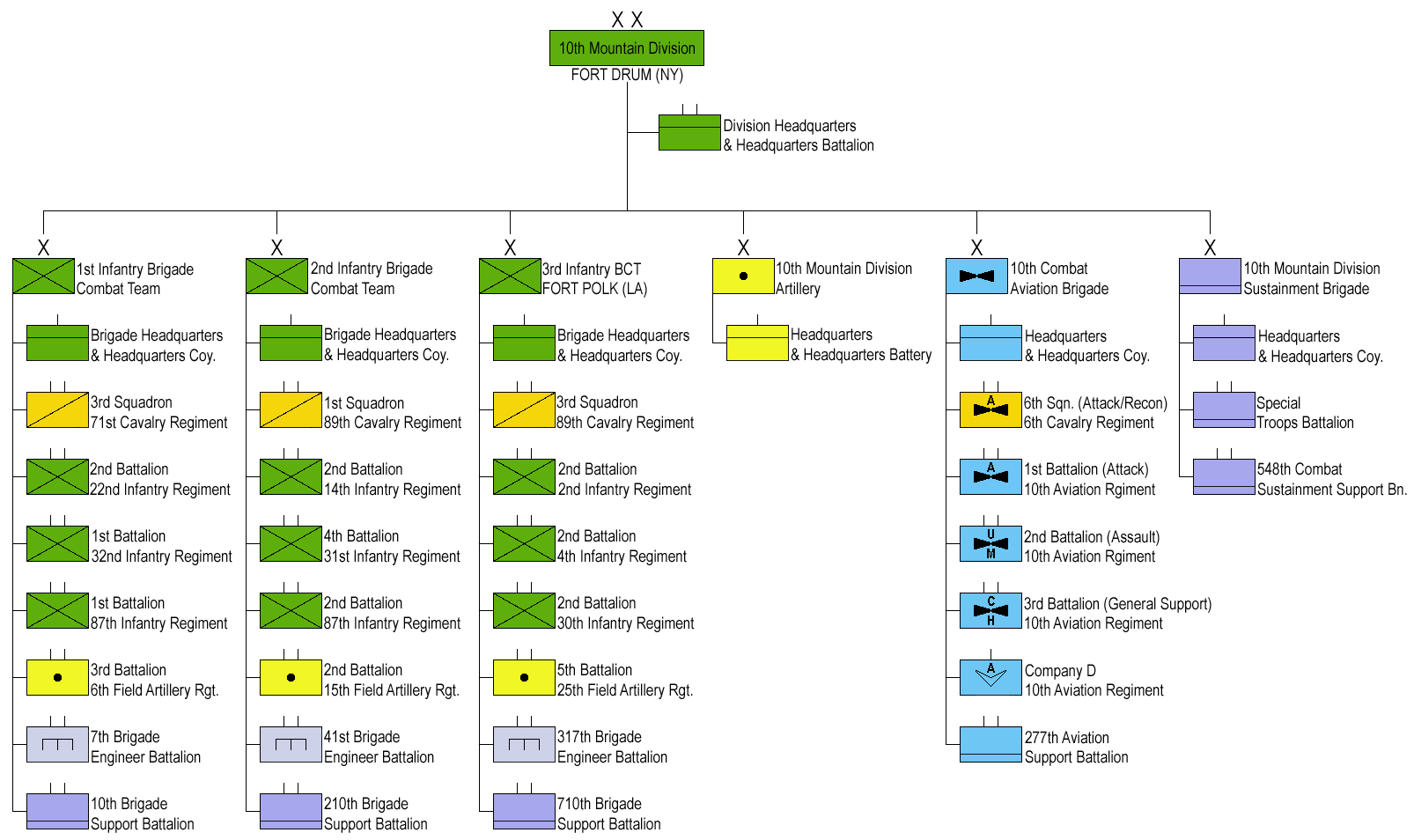
2021年時点の編制図

師団司令部及び司令部大隊、3個歩兵旅団戦闘団、師団砲兵隊、戦闘航空旅団、維持旅団で構成されている。
- 師団司令部及び司令部大隊 "Gauntlet"
  - 司令部及び司令部中隊
  - 通信・情報・維持中隊
  - 第10山岳師団軍楽隊
  - 軽戦闘学校
- 第1歩兵旅団戦闘団 "Warrior"
  -  司令部及び司令部中隊 (HHC)
  -  第71騎兵連隊第3大隊
  -  第22歩兵連隊第2大隊
  -  第32歩兵連隊第1大隊
  -  第87歩兵連隊第1大隊
  -  第6野戦砲兵連隊第3大隊
  - 第7旅団工兵大隊
  -  第10旅団支援大隊
- 第2歩兵旅団戦闘団 "Commandos" 
  -  司令部及び司令部中隊 (HHC)
  -  第89騎兵連隊第1大隊
  -  第14歩兵連隊第2大隊
  -  第31歩兵連隊第4大隊
  -  第87歩兵連隊第2大隊
  -  第15野戦砲兵連隊第2大隊
  -  第41旅団工兵大隊
  -  第210旅団支援大隊
- 第3歩兵旅団戦闘団 "Patriots"
  -  司令部及び司令部中隊 (HHC)
  -  第89騎兵連隊第3大隊
  -  第2歩兵連隊第2大隊
  -  第4歩兵連隊第2大隊
  -  第30歩兵連連隊第2大隊
  -  第25野戦砲兵連隊第5大隊
  -  第317旅団工兵大隊 "Buffalo"
  -  第710旅団支援大隊 "Patriot Support"
- 第10山岳師団砲兵隊 (各歩兵旅団戦闘団に配属されている野戦砲兵大隊の訓練を準備を担当)
  -  司令部及び司令部中隊
- 戦闘航空旅団 "Falcons"
  -  司令部及び司令部中隊 (HHC)
  -  第10航空連隊第1大隊 (突撃) "Tigershark"
  -  第10航空連隊第2大隊 (強襲)
  -  第10航空連隊第3大隊 (全般支援) "Phoenix"
  -  第6騎兵連隊第6大隊 "Six Shooters"
  - 第10航空連隊D中隊
  - 第277航空支援大隊 "Mountain Eagle"
- 維持旅団
  -  司令部及び司令部中隊 (HHC)
  -  特別任務大隊 "Workhorse"
  -  第548戦闘維持支援大隊